# Trusal Covered Bridge
Die Trusal Covered Bridge (auch bekannt als Dice Covered Bridge, Trusal-Dice Covered Bridge oder WG Number 38-32-03) ist eine historische ehemalige überdachte Straßenbrücke im Indiana County im US-Bundesstaat Pennsylvania. Die heute als Fußgängerbrücke ausgelegte Brücke, die sich etwa 1,8 Kilometer westlich von Willet auf der Trusal Road befindet,  überspannt den Fluss Plum Creek.
Die 1870 in Holzverschalung errichtete Brücke hat eine Spannweite sowie Länge von 12,5 Meter, ihre Höhe beträgt 4,5 Meter.
Laut National Register of Historic Places war das Objekt von 1850 bis 1874 von historischer Relevanz und wurde 1990 saniert.
Die Trusal Covered Bridge wurde am 3. August 1979 vom National Register of Historic Places mit der Nummer 79002243, als historisches Denkmal aufgenommen.